# Barbut verd de la Xina
El barbut verd de la Xina (Psilopogon faber) és una espècie d'ocell de la família dels megalèmids (Megalaimidae) que habita els boscos de la Xina meridional i l'illa de Hainan

## Taxonomia
Es classifica en dues subespècies:
- P. f. sini (Stresemann, 1929), de la Xina meridional.
- P. f. faber (Swinhoe, 1870), de l'illa de Hainan.

Ambdues subespècies eren incloses a P. oorti, però avui es considera que formen una espècie diferent, arran treballs recents.